# OpenMG
Mit OpenMG bezeichnet der Elektronikkonzern Sony zusammenfassend ein Konzept, das hauptsächlich aus vier Technologien besteht:
- Authentifizierung von angeschlossener Hardware wie Aufnahme- und Abspielgeräten für digitale Medien
- Schutz digitaler Daten vor unerlaubter Vervielfältigung
- Trennen eines digitalen Inhaltes (wie z. B. Musik) von seiner Lizenz
- Rechteverwaltung für digitale Inhalte (z. B. Anzahl maximal erlaubter Kopien)

Insbesondere für die Kodierung von Musikdateien wird diese Technologie von Sony verwendet. Die Software „Sonic Stage“, die standardmäßig mit den meisten Vaio-Computern der Firma ausgeliefert wird, wandelt alle von ihr verwalteten Musikdateien in das OpenMG-Format (Dateiendung .omg) um. Da sich Musik in diesem Format nur auf Geräten abspielen lässt, die es auch unterstützen, gibt es mittlerweile im Netz Dateikonverter, mit denen man die Dateien in verbreitetere Formate wie WAV oder MP3 umwandeln kann.